# Ashton Kutcher
Christopher Ashton Kutcher (7. februar 1978) er en amerikansk skuespiller.

## Tidlige liv
Kutcher og hans tvillingebror, Michael, blev født i Cedar Rapids i Iowa i USA som sønner af Diane og Larry Kutcher, der begge var fabrikarbejdere, hvor hans far arbejdede for General Mills og hans mor for Procter & Gamble. Kutchers tvillingebror lider af cerebral parese (spastisk lammelse), hvilket gjorde at han som kun 13-årig blev nødt til at få foretaget en akut hjerte transplantation, da en farlig virus gik ind og gjorde musklerne i og omkring hans hjerte alt for svage, til at kunne fungere. 
Hans forfædre kom fra Irland og Polen. Han voksede op sammen med søsteren Tausha og tvillingbroderen Michael på en gård. 
Som 10-årig havnede han i en masse problemer. Han blev blandt andet bortvist fra skolen for at drikke som mindreårig. Nogle år senere blev han sammen med sin fætter arresteret for at have brudt ind på skolen og stjålet penge. I 1997 sluttede han af på skolen med eksamen i biokemi. Han satsede på en modelkarriere, som endte med at han var model for undertøj.

## Karriere

### Skuespillerkarriere
Efter en varieret succes i modelbranchen fandt Kutcher ud af at han ville flytte til Hollywood. Moderen derimod spurgte om han ikke hellere ville fortsætte på universitetet. Men bare en måned senere blev han opdaget på en bar i Iowa City i Iowa, og fik siden en rolle i TV-serien That '70s show som blev en enorm succes. Gennem That '70s show opnåede Kutcher en del publicitet og fik en del mindre roller i film, men fik ikke det store gennembrud på film han håbede på. Han prøvede at få rollen som Danny Walker i Pearl Harbor (2001), men tilegnede den sig desværre ikke efter at Josh Hartnett vandt den. Han fik derimod roller i filmene: Dude, Where's My Car? (2000), Just Married (2003) og Guess Who (2005).

### Producerkarriere
I 2003 begyndte Kutcher med sit eget tv-show, hvor han både var producent og havde hovedrollen, kaldet Punk'd som blev sendt på MTV. Plottet i showet gik ud på at fuppe kendte ved hjælp af skjulte kameraer. Selv om det i udgangspunktet var et uskyldig koncept truede både Alex Rodriguez (baseball-stjerne) og Michael Vartan (skuespiller) med at sagsøge programmet efter at de blev fuppet. Det endte med at MTV ikke sendte de to episoder. Kutcher er i tillæg medproducent i TV-serien Beauty and the Geek.

## Privatliv
Kutcher har været sammen med en række kendisser, inkluderet January Jones (fra 1998 til 2001), Ashley Scott (fra 2001 til 2002), Monet Mazur (2002) og Just Married medskuespiller, Brittany Murphy, som han var sammen med fra 2002 til 2003. Efter at han slog op med Murphy i 2003, begyndte Kutcher at date skuespillerinden Demi Moore. De giftede sig 24. september, 2005 i en storslået ceremoni i Los Angeles, Californien.
Både Kutcher og Moore er medlem af den jødiske trosretning Kabbalah. Det er blevet rapporteret at Kutcher har fejret jødiske traditioner, samt at både Kutcher og Moore har rejst til Israel på pilgrimsrejse sammen.
Kutcher og Moores ægteskab varede fem år. Parret blev skilt den 27. november, 2013. 
Kutcher begyndte at date skuespillerinden Mila Kunis i april 2012. I februar 2014 blev de forlovet, og i maj 2014 bekræftede de, at de ventede deres første barn. 
Kutcher ejer en italiensk restaurant ved navn Dolce og en japansk-inspireret restaurant kaldet Geisha House, som han introducerede i den første episode af Punk'd i sæson 4.

## Udvalgt filmografi
| År   | Titel                                          | Rolle                | Note                     |
| 2000 | Down to You                                    | Jim Morrison         |                          |
| 2000 | Dude, Where's My Car?                          | Jesse Montgomery III |                          |
| 2001 | Texas Rangers                                  | George Durham        |                          |
| 2003 | Just Married                                   | Tom Leezak           |                          |
| 2003 | My Boss's Daughter                             | Tom Stansfield       |                          |
| 2003 | Det vilde dusin                                | Hank                 | Ukrediteret              |
| 2004 | The Butterfly Effect                           | Evan Treborn         | Også executive producent |
| 2005 | Guess Who                                      | Simon Green          | Også producent           |
| 2005 | A Lot Like Love                                | Oliver Martin        |                          |
| 2006 | The Guardian                                   | Fischer              |                          |
| 2006 | Boog & Elliot - vilde venner                   | Elliot               | Stemme                   |
| 2008 | Til jackpot os skiller (What Happens in Vegas) | Jack Fuller          |                          |
| 2010 | Valentine's Day                                | Reed Bennett         |                          |
| 2010 | Killers                                        | Spencer Aimes        |                          |
| 2011 | Venskab med fryns                              | Adam                 |                          |
| 2013 | Jobs                                           | Steve Jobs           |                          |
| 2014 | The Man Who Saved the World                    | Sig selv             |                          |

### Tv-serier
| År            | Titel              | Rolle             | Note                                        |
| 1998-2006     | Dengang i 70'erne  | Michael Kelso     |                                             |
| 2003–07; 2012 | Punk'd             | Sig selv          |                                             |
| 2011–2015     | Two and a Half Men | Walden Schmidt    | Siden 9. sæson                              |
| 2013          | Men at Work        | Eric              | Ukreditteret Episode: "Long Distance Tyler" |
| 2016          | Family Guy         | Sig selv (stemme) | Episode: "Candy, Quahog Marshmallow"        |
| 2016–nu       | The Ranch          | Colt Bennett      | Hovedrole; 50 episodes                      |